# Only Teardrops (album)
Az Only Teardrops az első stúdióalbuma a dán énekesnőnek, Emmelie de Forestnek. Megjelenésére 2013. május 6-án került sor Dániában.

## Számok
|     | Cím                                | Szerző(k)                                            | Hossz |
| --- | ---------------------------------- | ---------------------------------------------------- | ----- |
| 1.  | Teardrops Overture                 | Lise Cabble, Julia Fabrin Jakobsen, Thomas Stengaard | 0:47  |
| 2.  | Hunter & Prey                      | Emmelie de Forest, Cabble, Jakob Glæsner             | 3:29  |
| 3.  | Change                             | Forest, Peter Bjørnskov, Lene Dissing                | 3:59  |
| 4.  | Only Teardrops                     | Cabble, Jakobsen, Stengaard                          | 3:02  |
| 5.  | What Are You Waiting For           | Jakobsen, Bjørnskov, Dissing                         | 3:36  |
| 6.  | Haunted Heart                      | Forest, Cabble, Stengaard                            | 3:35  |
| 7.  | Force of Nature                    | Forest, Marcus Winther-John                          | 3:43  |
| 8.  | Beat the Speed of Sound            | Forest, Cabble, Glæsner                              | 3:50  |
| 9.  | Soldier of Love                    | Forest, Jakobsen, Rune Braager                       | 3:25  |
| 10. | Running In My Sleep                | Forest, Winther-John                                 | 3:38  |
| 11. | Let It Fall                        | Forest, Cabble, Frederik Thaae                       | 3:49  |
| 12. | Only Teardrops (symphonic version) | Cabble, Jakobsen, Stengaard                          | 3:18  |

## Dalok
- "Only Teardrops" az első kislemeze volt az albumnak. Január 22-én, a Dansk Melodi Grand Prix döntője előtt jelent meg Dániában. Május 18-án megnyerte a 2013-as Eurovíziós Dalfesztivált a svédországi Malmőben.
- "Hunter & Prey" a második kislemeze volt az albumnak.[1]

## Megjelenés
| Ország      | Dátum           | Kiadó                   | Forma                 | Verzió  |
| ----------- | --------------- | ----------------------- | --------------------- | ------- |
| Dánia       | 2013. május 6.  | Universal Music Denmark | CD / Digital Download | Eredeti |
| Világszerte | 2013. május 14. | Universal Music         | Digital Download      | Eredeti |
| Németország | 2013. június 7. | Universal Music         | CD                    | Eredeti |

## Fordítás
Ez a szócikk részben vagy egészben  az   Only Teardrops (album) című angol Wikipédia-szócikk fordításán alapul.  Az eredeti cikk szerkesztőit annak laptörténete sorolja fel. Ez a jelzés csupán a megfogalmazás eredetét és a szerzői jogokat jelzi, nem szolgál a cikkben szereplő információk forrásmegjelöléseként.